# Something Wicca This Way Comes (Čarovnice)
Something Wicca This Way Comes je prva epizoda prve sezone serije Čarovnice.

## Obnova epizode
Phoebe Halliwell se vrne v vilo Halliwell, kjer že živita njeni sestri Piper in Prue. Na podstršju najde veliko knjigo z naslovom »Knjiga senc«. Phoebe iz knjige prebere uruok, ki njej in njenima sestrama, da moč. Phoebe dobi moč videnja, Piper ustavljanje časa, Prue pa moč telekenetike. Sestre ugotovijo po naklučju ugotovijo svoje moči. Svojim močem se najbolj upira Prue, ki ne vrjame sestri Pheobe, ki jo skuša prepričati, da so čarovnice. Pheobe jo prepriča v njene moči šele v lekarni. Piper s pomočjo svojih moči dobi tudi zaposlitev v restavraciji. Po avdiciji za zmenek gre Piper s svojim fantom Jeremyjem na zmenek. Kasneje ugotovi, da je ta coprnik in da je ubil tri čarovnice. Piper se s pomočjo svojih moči reši fanta in zbeži domov, kjer se pripravijo na izničenje Jeremyja.

## Druge vloge
- Eric Scott Woods kot Jeremy
- Hugh Holub kot farmacevt
- Francesca Cappucci kot reporter